# Chad Mirkin
Chad Alexander Mirkin (Phoenix, Arizona, 23 de novembro de 1963) é um químico estadunidense. É professor de química da cátedra George B. Rathmann, professor de medicina, professor de ciência dos materiais e engenharia, professor de engenharia biomédica, professor de engenharia química e biológica, diretor do International Institute for Nanotechnology e do Center for Nanofabrication and Molecular Self-Assembly da Universidade Northwestern.

## Prêmios e honrarias
- 1999 – Prêmio ACS de Química Pura
- 2000 – Apontado para a cátedra dotada por George B. Rathmann[2]
- 2002 – Prêmio de Nanotecnologia Feynman
- 2003 – Prêmio Sackler
- 2009 – Prêmio Lemelson–MIT[3]
- 2009 – Membro da Academia Nacional de Engenharia dos Estados Unidos
- 2010 – Membro da Academia Nacional de Ciências dos Estados Unidos
- 2010 – Membro da Academia Nacional de Medicina dos Estados Unidos
- 2013 – Prêmio Linus Pauling
- 2016 - Medalha de Ouro do American Institute of Chemists[4]
- 2016 - Prêmio Dan David
- 2016 - Prêmio Rusnano[5]
- 2016 - Prêmio Dickson de Ciências
- 2017 - Medalha William H. Nichols[6]
- 2017 - Medalha Wilhelm Exner

## Publicações selecionadas
- Christof M. Niemeyer, Chad A. Mirkin: Nanobiotechnology. 2004 ISBN 978-3-527-30658-9
- Chad A. Mirkin, Christof M. Niemeyer: Nanobiotechnology II: More Concepts and Application. 2007 ISBN 978-3-527-31673-1
- Mihail C. Roco, Chad A. Mirkin, Mark C. Hersam: Nanotechnology Research Directions for Societal Needs in 2020. 2011 ISBN 978-94-007-1167-9